# Јосеп Марија Маури
Јосеп Марија Маури (шп. José Maria Mauri i Prior; Алзина де Морор, 21. октобар 1941) је шпански католички свештеник из Каталоније и тренутни представник бискупског су-кнеза Андоре, надбискупа Жона Енрија Вивеса и Сицилије.
Рођен је 1941. године у Алзина де Морору, у округу Паларас Жуза, у Шпанији. Постао је свештеник 1965. године. Године 2010, је изабран за генералног викара Бискупије Урхељ и заменика представника бискупског ко-кнеза Андоре, Немеси Маркеса и Остеа. На функцији представник бискупског сукнеза Кнежевине Андоре се налази од 20. јула 2012. године.